# Amenhotep III.
Amenhotep III. (jméno znamená Amon je spokojen) byl egyptský faraon 18. dynastie vládnoucí v letech 1390–1353 př. n. l. Jeho otcem byl faraon Thutmose IV., matkou Mutenwiya, dcera krále Artatama I. Amenhotepovo trůnní jméno znělo Neb-maat-re (Pán pravdy je Re).

## Vláda

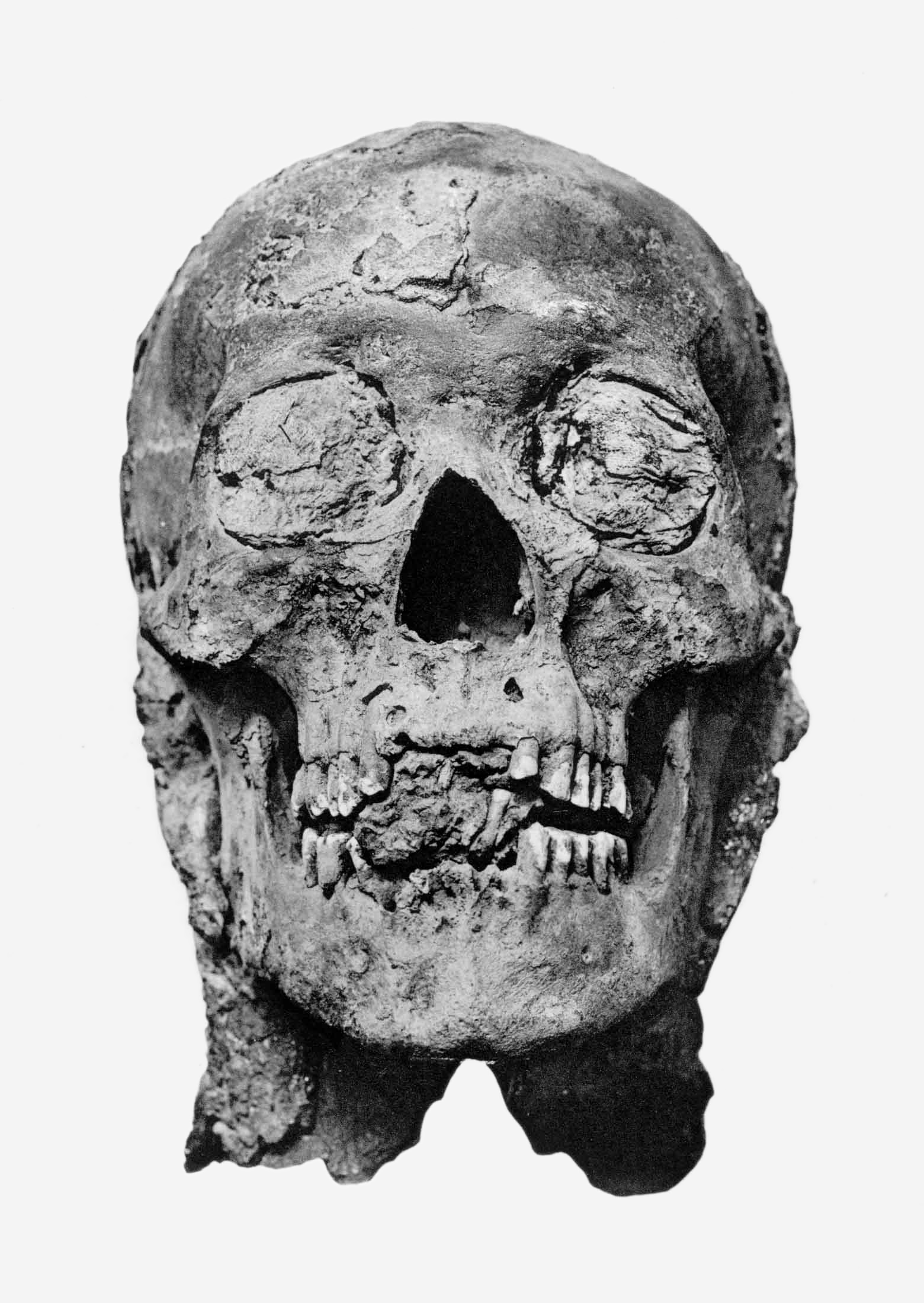
Hlava mumie Amenhotepa III.

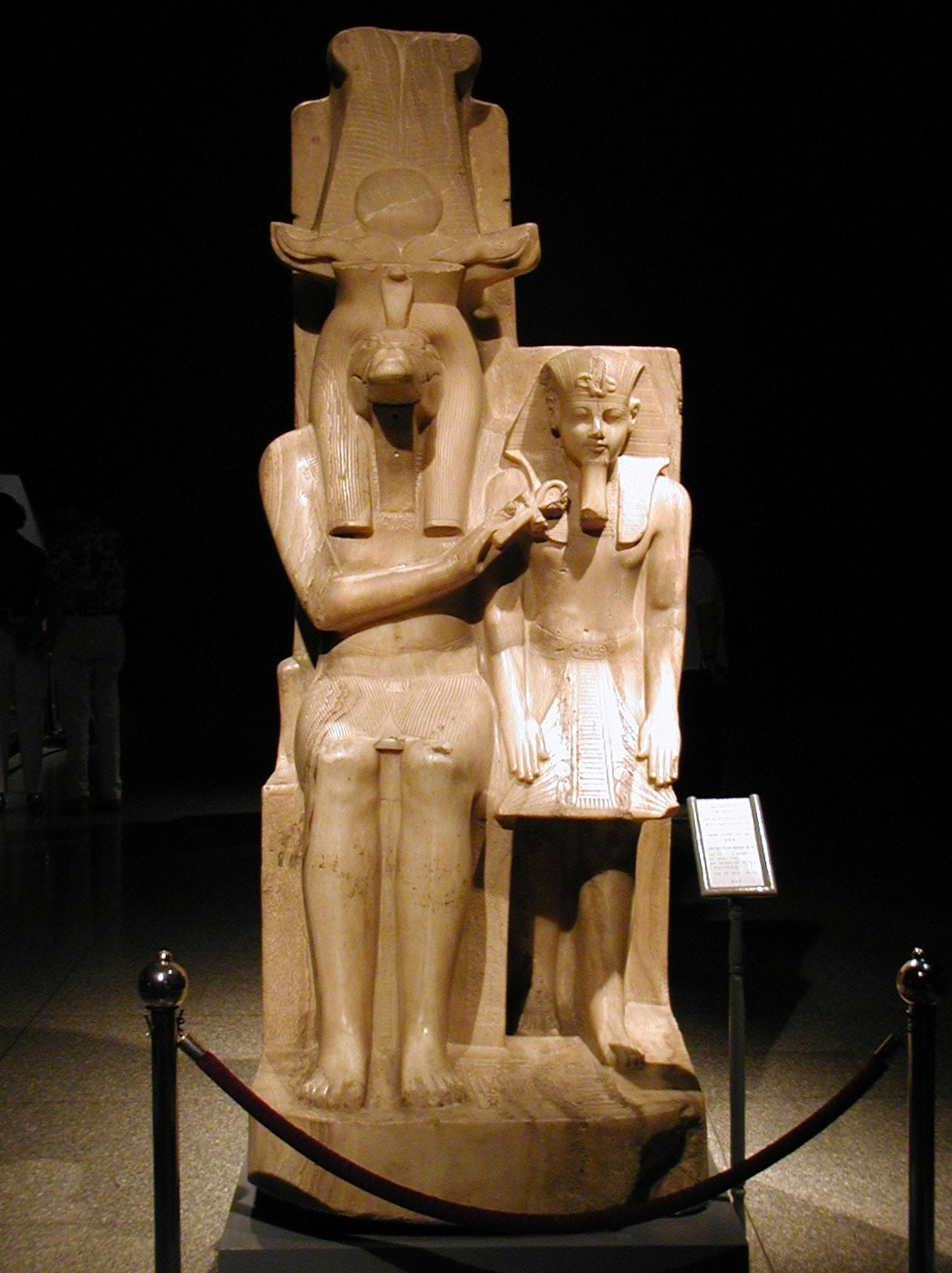
Amenhotep III. a bůh Sobek

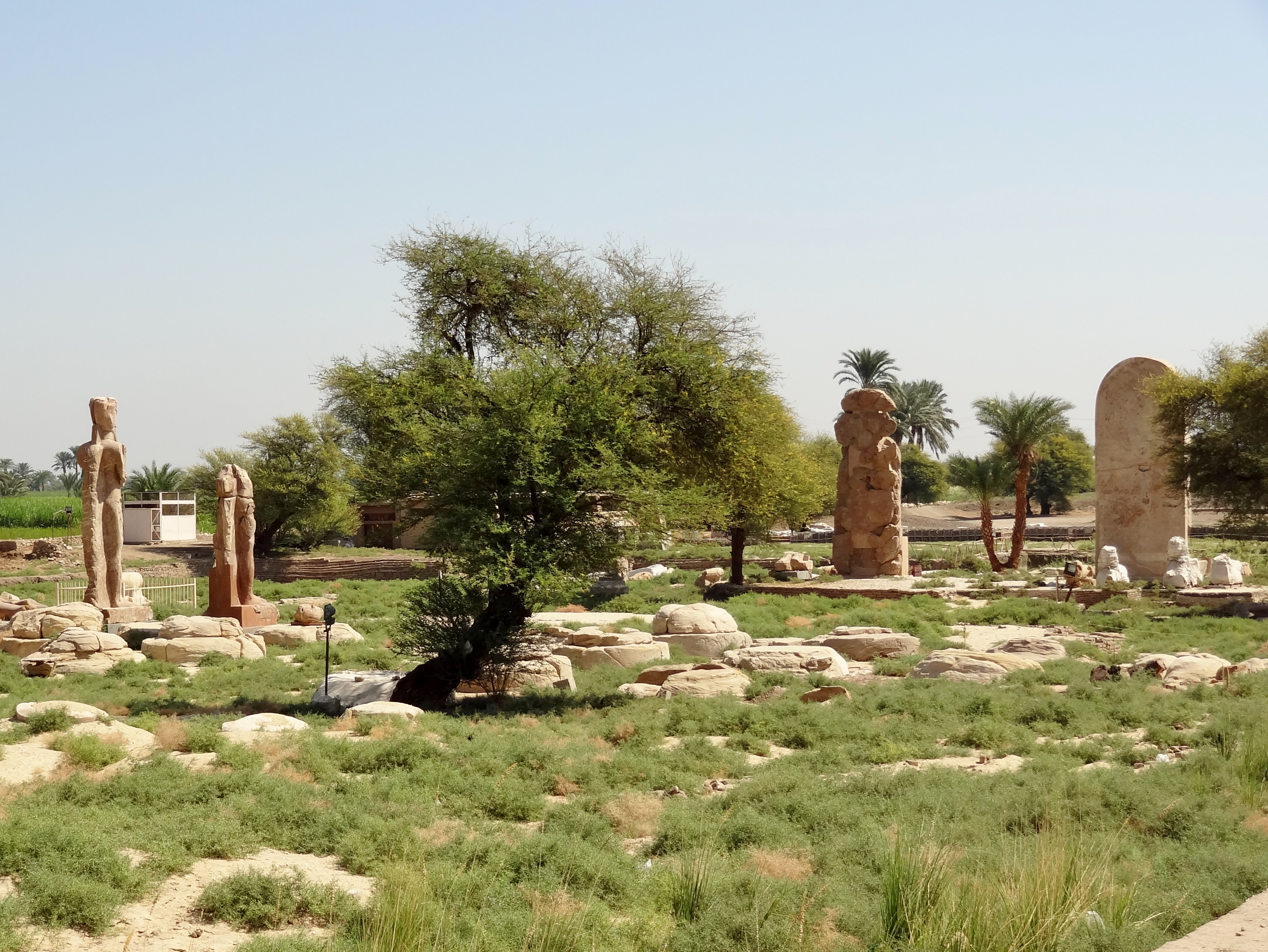
Zbytky chrámu Kom el-Hette, západní Theby

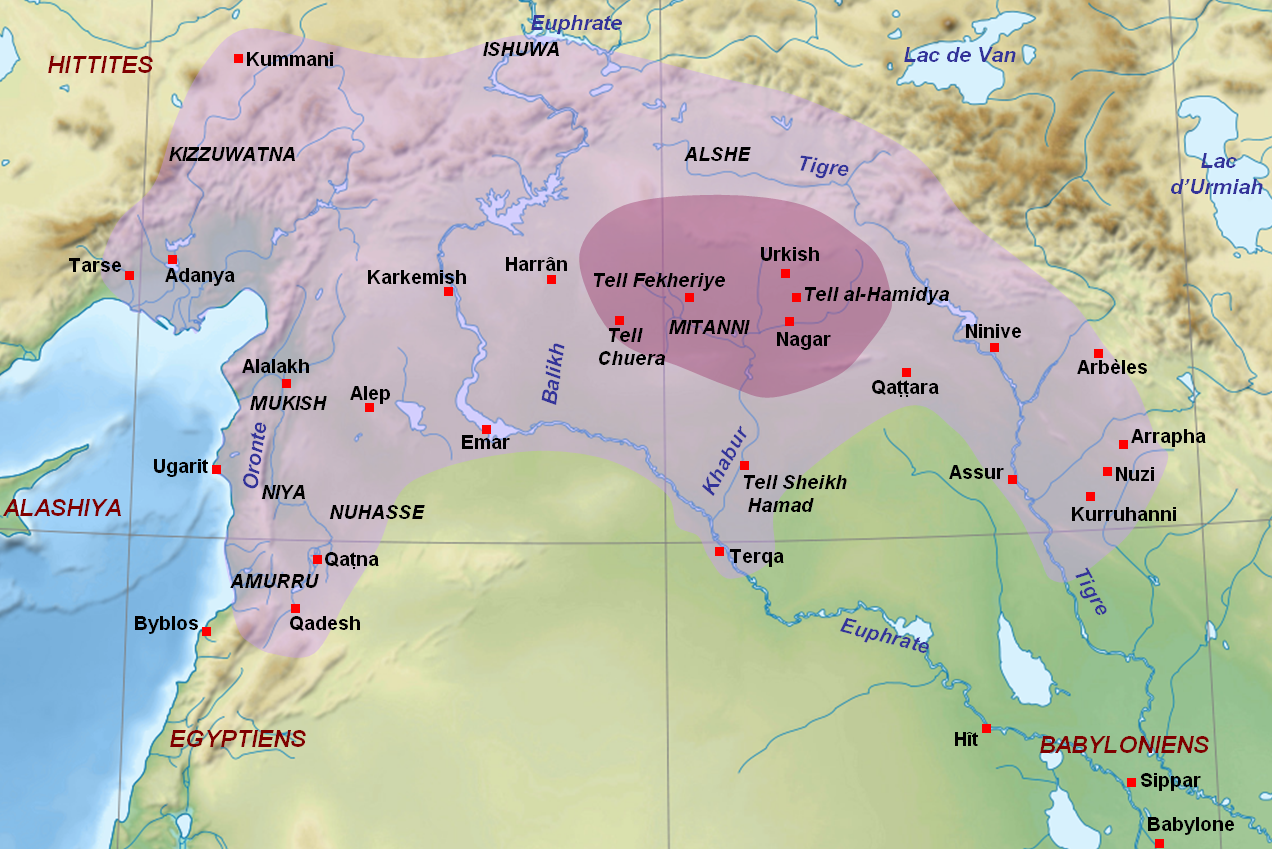
Mapa Mittani v období vlády Amenhotepa III.

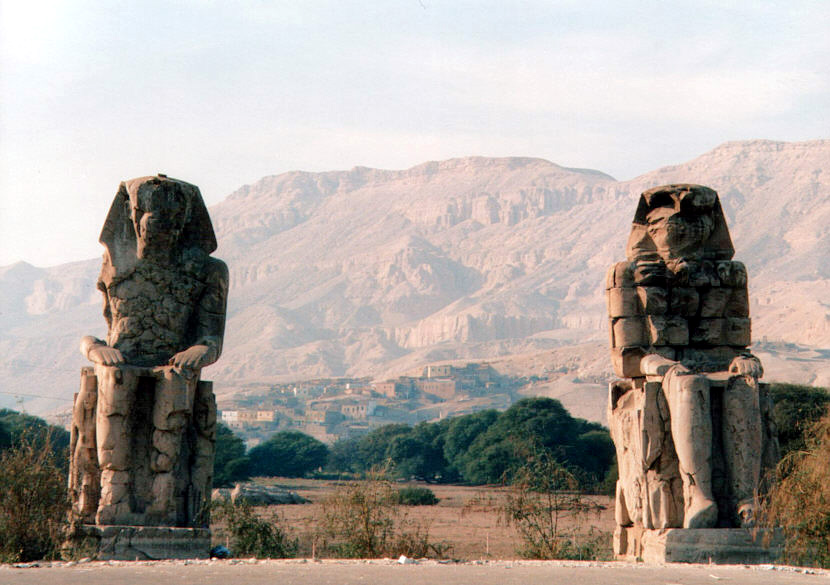
Memnonovy kolosy – sedící Amenhotep III.

Je považován za jednoho z nejvýznamnějších faraonů 18. dynastie. Jeho 39letá vláda byla pro Egyptskou říši obdobím míru, i když se uskutečnilo několik menších vojenských výprav, většinou do okrajových oblastí říše, k upevnění bezpečnosti na hranicích, ale také zabezpečení odvádění tributů od vazalských území. Od upevnění sjednoceného Egypta a expanze, zejména za vlády jeho děda Thutmose III., uplynulo přibližně 180 let stability říše a došlo také k značnému růstu ekonomické úrovně. Bylo to také období, kdy se podstatně rozšířily votivní stavby uznávaných bohů Amona, jeho manželky nebeské Mut, Ptaha a dalších. Stabilitu říše udržovala i politická spojenecká dohoda s královstvím Mitanni, utvrzená vícečetnými sňatky s Amenhotepem III. (který byl synem Mutenwia dcery krále Atartama I.) s mitanskými princeznami, jeho pozdějšími dalšími manželkami byly, dcera krále Šuttarny Giluchepa a Taduchepa dcera krále Tušraty.
 Za vlády Amenhotepa dosáhli moci a vlivu na vládu kněží Amonova kultu díky velkému pozemkovému vlastnictví tak, že to až ohrožovalo suverenitu faraona. Odezvou bylo posilování vlivu slunečního boha Atona a monoteistické pojetí státního náboženství. V tomto trendu pokračoval i jeho následník Amenhotep IV., který přijal jména Achn-aton a v duchu Slunečního kultu vybudoval nové hlavní město Achetaton v údolí Tel el-Amarna.
Amenhotep sám se ještě za svého života jmenoval bohem, patrně právem, protože době jeho panování se říkalo „vláda Slunce“. Byl jedním z nejbohatších faraonů starého Egypta..

## Monumenty
Faraon Amenhotep III. byl především velký stavitel. Jeho jedinečný a nikdy nepřekonaný zádušní chrám v západních Thébách byl mistrovským dílem své doby. Dnes z něho ale zbyly už jen dvě sochy sedícího Amenhotepa, tzv. Memnonovy kolosy, které podle pověsti ve starověku „zpívaly“ (při silném pouštním větru). Rozsáhlou stavební činnost vyvíjel hlavně v Karnaku, kde založil posvátné jezero. Nechal vybudovat velkolepé chrámy nejen v Egyptě, ale i v Núbii. Jako příklad můžeme uvést Elefantinu, Wádí es-Sebúu, Aníbu, Kavu nebo Sesebi. Na severu zkrášlil města Tell el-Bastu a Tell Atríb. V egyptské Héliopoli nechal postavit chrám zasvěcený Horovi, v Sakkáře zahájil práce na Serapeu, v Thébách nechal vystavět Amon-Reův „jižní harém“ (takto se ve starověku nazýval chrámový komplex v Luxoru), kde umístil 600 soch bohyně Sachmety. Na druhém břehu Nilu si nechal postavit nádherný rezidenční palác a obrovský zádušní chrám.
Významnou soukromou osobou jeho doby byl vezír Amenhotep, syn Hapuův, dohlížitel všech královských prací, který pro Amenhotepa III. vybudoval řadu monumentů.

## Amenhotepovy nemoci
Amenhotep se celý život potýkal s nemocí, jejíž příznaky jsou vidět i na obrazech z konce jeho života. Měl bolavé zuby, hnisající vředy a trpěl dnou. Amenhotep věnoval zvláštní úctu bohyni Sachmetě, lví bohyni války, která také vládla nemocem, a když se jí prokazovala zvláštní úcta, před nemocemi i chránila. Mitanský král Tušratta mu z Babylonu poslal sochu bohyně zdraví Ishtar, aby demonstroval přátelské vztahy.. 
 V rámci komplexního výzkumu dědičných znaků analýzou DNA, antropologických a endokrinálních charakteristik mumií členů 18. dynastie, byla prozkoumána i mumie Amenhotepa III., otce Achnatona a děda Tutanchámona. Dědičné posloupnosti rodu byly potvrzeny. Endokrinologická analýzy prokázala dědičný defekt patologického přebytku a manifestace syndromu nadbytku aromatázy s průvodními znaky gynekomastie a androgenního těla (podobné jak při terapii anabolickými steroidy). Zmíněný syndrom se projevil u Amenhotepa III. a zejména pak u jeho syna Achnatona. Patrné to je v jeho zobrazování a zachovalých sochách, včetně doložených synergických projevů náboženských vizí.

## Hrobka
Prvotně byla hrobka, označená KV22, objevena v roce 1799 při Napoleonově tažení do Egypta (1798–1801). Vyčištěna byla až Theodorem Davisem. V roce 1915 se věnoval výzkumu KV22 H. Carter. Poslední výzkumy realizovala japonská expedice vykopávkami v jižním křídle paláce. Objevila zde několik předmětů. Předpokládané původní bohaté pohřební poklady byly již ve starověku vykradeny. Mumie faraona byla v 21.dynastii přemístěny do hrobky KV35.